# Hipparchia crassemaculosa
Hipparchia crassemaculosa är en fjärilsart som beskrevs av Ruggero Verity 1916. Hipparchia crassemaculosa ingår i släktet Hipparchia och familjen praktfjärilar. Inga underarter finns listade i Catalogue of Life.